# Samba-reggae
Samba-reggae é um gênero musical nascido no estado da Bahia criado e difundido pelo maestro Neguinho do Samba. Como o próprio nome sugere, é uma fusão entre o samba brasileiro - mais especificamente o samba duro - e o reggae jamaicano.
Os precursores do ritmo que se espalhou pelo Brasil e pelo mundo são os blocos afro Olodum e Muzenza. O samba-reggae é, ainda, um ritmo central nas obras de artistas e grupos como Margareth Menezes, Jau, Banda Didá, Malê Debalê, Carlinhos Brown, Timbalada, Banda Reflexus, entre outros, e também no universo da Axé music em geral.
O samba-reggae, nasceu da fusão do samba duro com o reggae, com influências do merengue, da salsa, do soul, do funk e de ritmos do Candomblé, tais como vassi, agueré, alujá e avamunha.